# Путенис, Марис
Марис Путенис (латыш. Māris Putenis; род. 20 июня 1982, Валмиера, Валмиерский район) — латвийский легкоатлет, специалист по спортивной ходьбе. Выступал за сборную Латвии по лёгкой атлетике в конце 1990-х — начале 2000-х годов, чемпион Европы среди юниоров, победитель и призёр первенств национального значения, участник летних Олимпийских игр в Сиднее.

## Биография
Марис Путенис родился 20 июня 1982 года в городе Валмиера Латвийской ССР.
Занимался спортивной ходьбой в местном легкоатлетическом клубе, проходил подготовку под руководством тренера Айварса Румбениекса.
Впервые заявил о себе в лёгкой атлетике на международном уровне в сезоне 1999 года, когда вошёл в состав латвийской национальной сборной и выступил на домашнем юниорском европейском первенстве в Риге, где в зачёте ходьбы на 10 000 метров превзошёл всех соперников и завоевал золотую медаль.
В 2000 году на Кубке Европы в Айзенхюттенштадте с личным рекордом 1:25:50 занял 32-е место в ходьбе на 20 км. Благодаря череде удачных выступлений удостоился права защищать честь страны на летних Олимпийских играх в Сиднее — в программе ходьбы на 20 км был дисквалифицирован и не показал никакого результата. Также в этом сезоне отметился выступлением на юниорском мировом первенстве в Сантьяго, где получил дисквалификацию на дистанции 10 000 метров.
После олимпийского сезона Путенис больше не показывал сколько-нибудь значимых результатов в лёгкой атлетике на международной арене.